# Intek Group SpA
Intek Group SpA est une holding financière italienne, créée en 1993 par Vincenzo Manes sous la raison sociale Intek SpA et devenue Intek Group SpA en 2012 après la prise de participation majoritaire dans le groupe métallurgique SMI-Società Metallurgica Italiana. 
À partir de 2005, à l'occasion d'une augmentation du capital du groupe GIM-SMI la société cotée en bourse Intek SpA prend une participation majoritaire au capital du groupe GIM. En 2006, Le groupe GIM-SMI fusionne avec sa filiale industrielle KM Europa Metal SpA et devient KME SpA. 
Le 31 mars 2007, le groupe KME SpA fusionne à son tour avec Intek SpA et devient Intek Group SpA. KME SpA change de raison sociale en KME Group SpA 
Avec une part de marché de plus de 30%, KME Group SpA est la société leader dans la production de produits semi-finis en cuivre de haute technologie.

## Participations du groupe
Depuis sa transformation en Intek Group, la société détient :
- KME Group SpA : 45,67 %
- FEB Ernesto Breda SpA : 86,34 %
- Interservice Srl : 100 % - Société de conseil en immobilier industriel,
- I2 Capital Partners SGR SpA : 100 % - Fonds d'investissements,
- Reinet TCP Holdings Ltd : 100 % - Société de gestion des fonds Trilantic (ex Lehman Brothers),
- I2 Real Estate Srl : 100 %
- Meccano SpA : 64 % - Société de conseils pour l'industrie.